# Olympische Sommerspiele 1904/Schwimmen – 50 Yards Freistil (Männer)
Der Schwimmwettkampf über 50 Yards (45,72 Meter) Freistil der Männer bei den Olympischen Spielen 1904 in St. Louis wurde am 6. September 1904 ausgetragen. Es war die erste und bis heute einzige Austragung des Wettbewerbs. Austragungsort war der Life Saving Exhibition Lake.
Die neun gemeldeten Schwimmer traten zunächst zu zwei Vorläufen an, in denen die sechs Finalteilnehmer ermittelt wurden. Im Finale erklärten die Schiedsrichter John Scott Leary zum Sieger, obwohl Zoltán Halmay stets deutlich in Führung gelegen hatte. Angeblich habe Halmay kurz vor dem Zielseil aufgehört zu schwimmen. Leary wiederum behauptete, er sei behindert worden. Nach langen Beratungen setzte die Jury ein Stichrennen an; nach je einem Fehlstart gewann schließlich Halmay. Das Zielfoto bewies später, dass der Ungar bereits im eigentlichen Finale gewonnen hätte.

## Ergebnisse

### Vorläufe
Lauf 1
| Rang | Athlet         | Nation             | Zeit      | Anm.  |
| ---- | -------------- | ------------------ | --------- | ----- |
| 1    | Zoltán Halmay  | Ungarn             | 29,6 s    | Q, OR |
| 2    | Leo Goodwin    | Vereinigte Staaten | unbekannt | Q     |
| 3    | Raymond Thorne | Vereinigte Staaten | unbekannt | Q     |
| 4    | unbekannt      | Vereinigte Staaten | unbekannt |       |
| 5    | unbekannt      | Vereinigte Staaten | unbekannt |       |

Lauf 2
| Rang | Athlet           | Nation             | Zeit      | Anm.  |
| ---- | ---------------- | ------------------ | --------- | ----- |
| 1    | John Scott Leary | Vereinigte Staaten | 28,2 s    | Q, OR |
| 2    | Charles Daniels  | Vereinigte Staaten | unbekannt | Q     |
| 3    | David Gaul       | Vereinigte Staaten | unbekannt | Q     |
| 4    | unbekannt        | Vereinigte Staaten | unbekannt |       |

### Finale
| Rang | Athlet           | Nation             | Zeit      | Swim-Off | Anm. |
| ---- | ---------------- | ------------------ | --------- | -------- | ---- |
| 1    | Zoltán Halmay    | Ungarn             | 28,2 s    | 28,0 s   | OR   |
| 2    | John Scott Leary | Vereinigte Staaten | 28,2 s    | 28,6 s   |      |
| 3    | Charles Daniels  | Vereinigte Staaten | unbekannt | —        |      |
| 4    | David Gaul       | Vereinigte Staaten | unbekannt | —        |      |
| 5    | Leo Goodwin      | Vereinigte Staaten | unbekannt | —        |      |
| 6    | Raymond Thorne   | Vereinigte Staaten | unbekannt | —        |      |